# Tappo
Il tappo o turacciolo è un congegno utilizzato per chiudere l'apertura di un contenitore. Nel linguaggio comune il termine "tappo" viene usato per indicare una persona di bassa statura.

## Tipologie
Esistono numerosi tipi di tappo, i quali si possono suddividere per il materiale:
- Tappo di sughero, realizzato in sughero naturale, agglomerato o multistrato, utilizzato principalmente per i vini [1]
- Tappo sintetico, anch'esso utilizzato per i vini, tende oggi a sostituire il tappo in sughero.
- Tappo metallico, il tappo è creato con una lega metallica, la quale viene generalmente ricoperta con altri materiali
- Tappo in vetro, di solito con anche una funzione decorativa.
- Tappo in ceramica, usato nel tappo meccanico.
- Tappo in plastica PE e HDPE

Può essere suddiviso per struttura:
- Tappo a corona, utilizzato normalmente per le bottiglie di acque minerali, birra e bibite.
- Tappo filettato, in metallo o in plastica, viene avvitato sul collo filettato.
- Tappo a capsula, viene inserito a pressione all'interno del collo della bottiglia.
- Tappo meccanico o a macchinetta, viene bloccato sul collo con un congegno metallico, questo sistema viene utilizzato principalmente per le condense.
- Tappo a pallina, utilizzato per le bevande gassate imbottigliate nella bottiglia Codd (il gas mantiene la pallina sulla guarnizione posta all'imboccatura: per aprire la bottiglia sigillata è necessario spingere in basso la pallina per far uscire il gas).

## Applicazioni

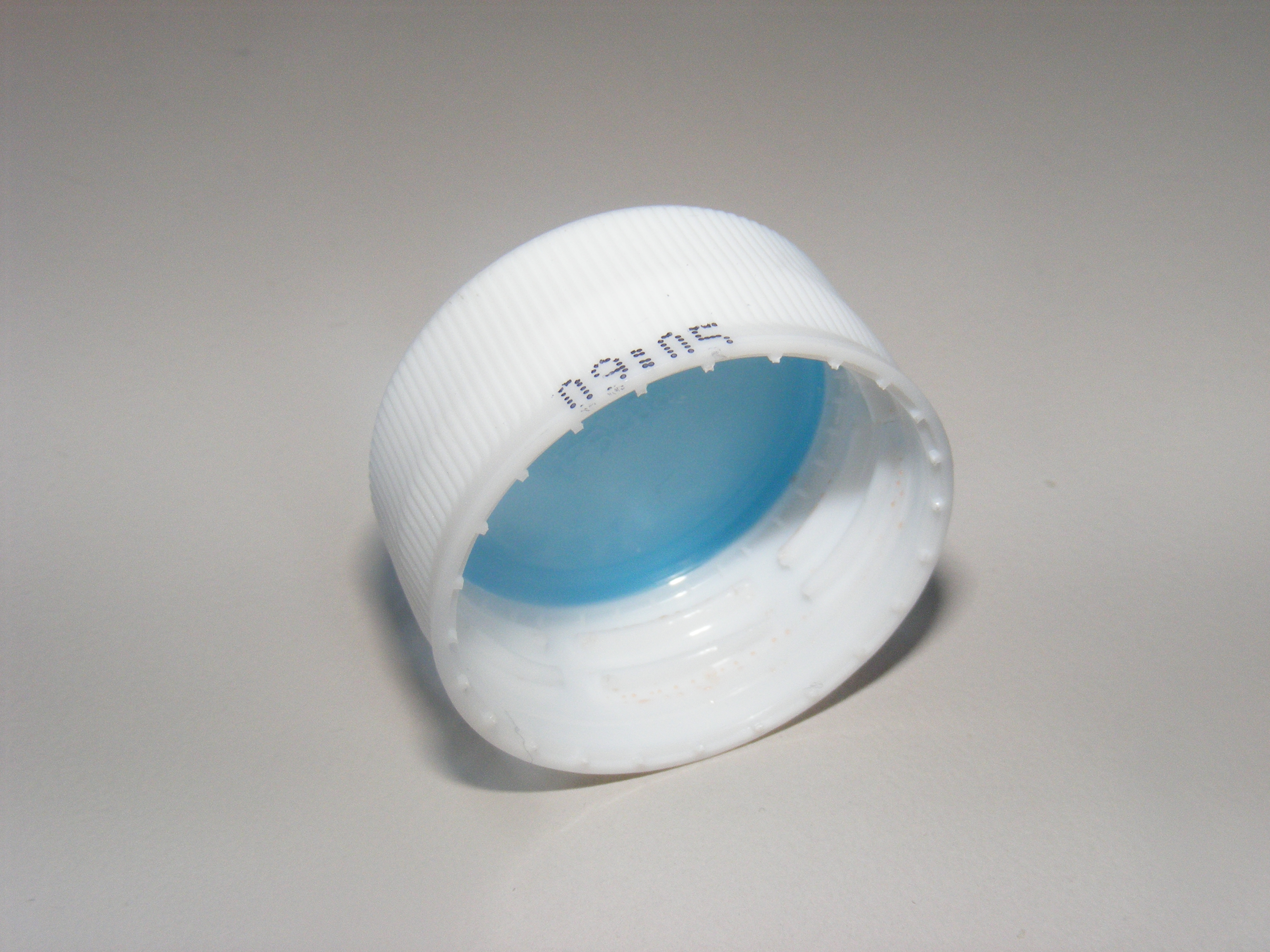
filettato in plastica
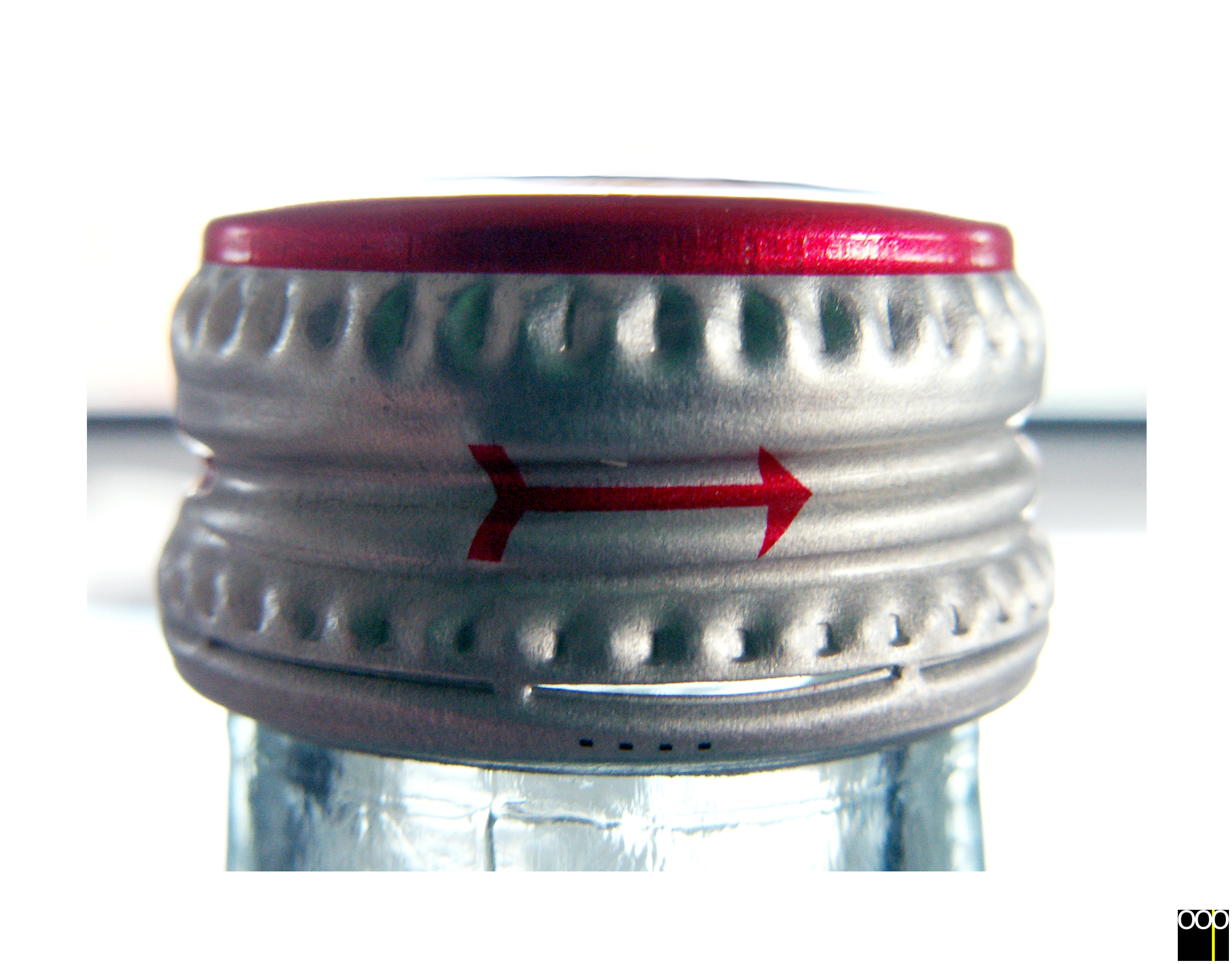
filettato in metallo
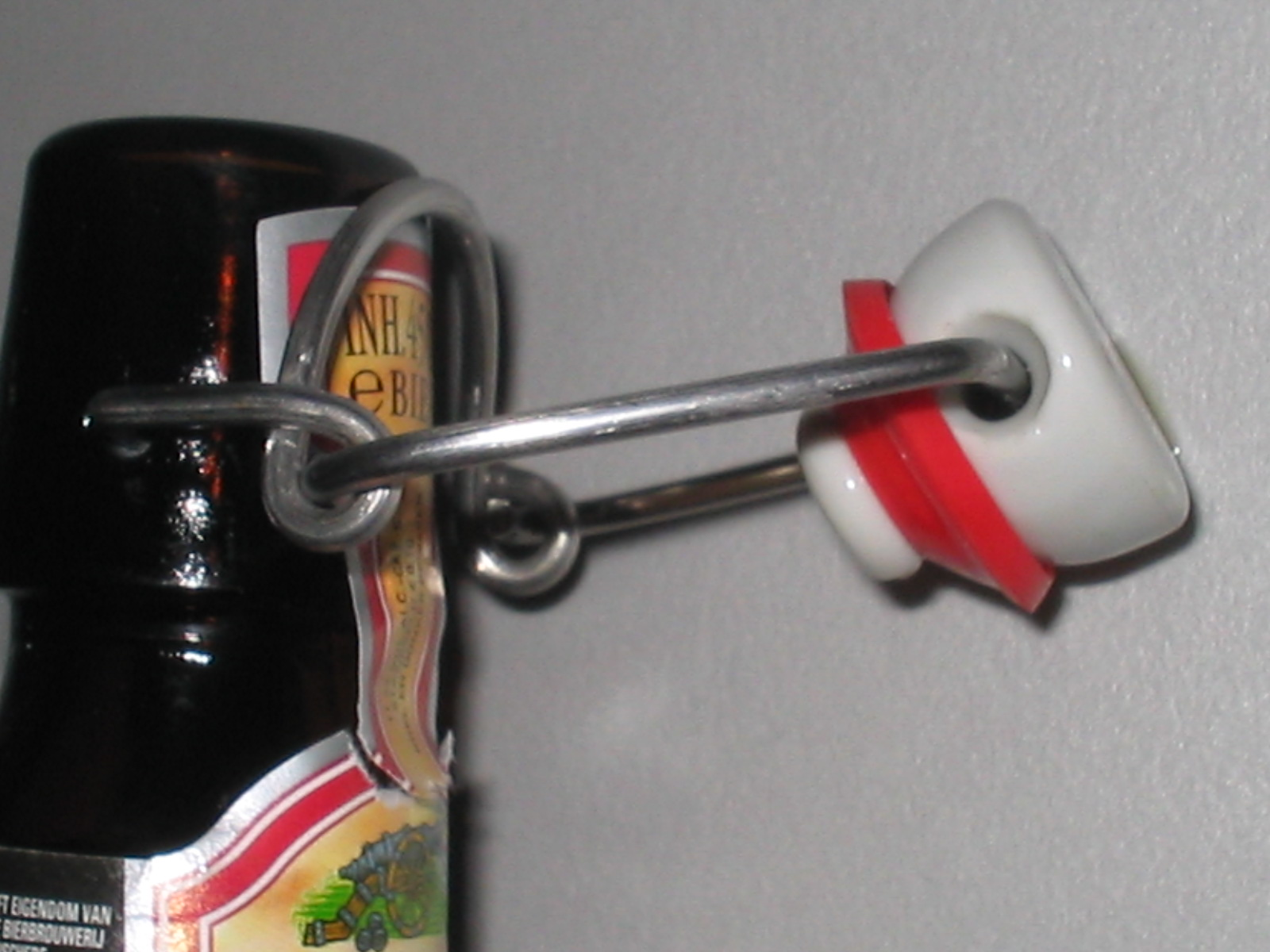
a macchinetta
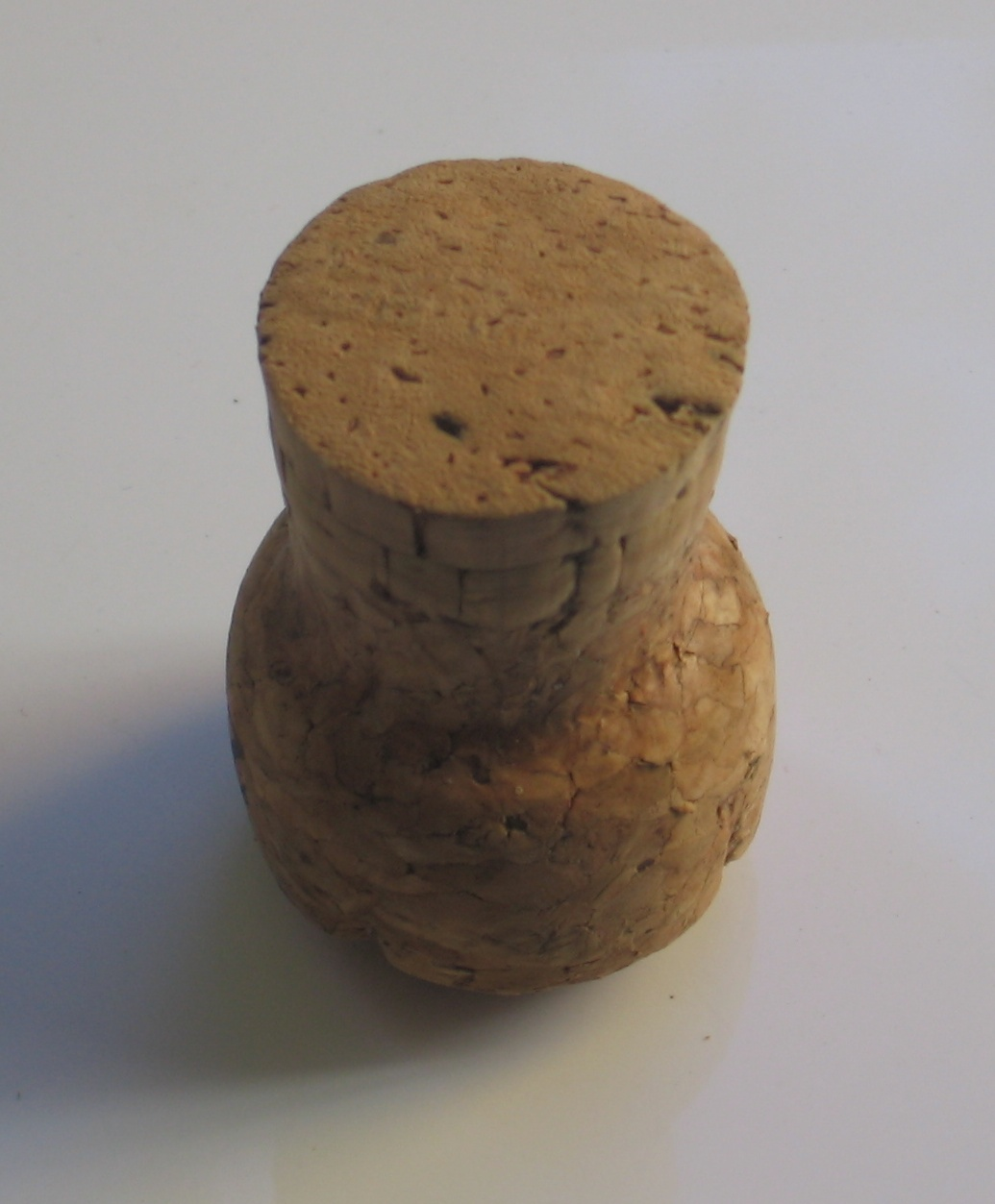
tappo di sughero
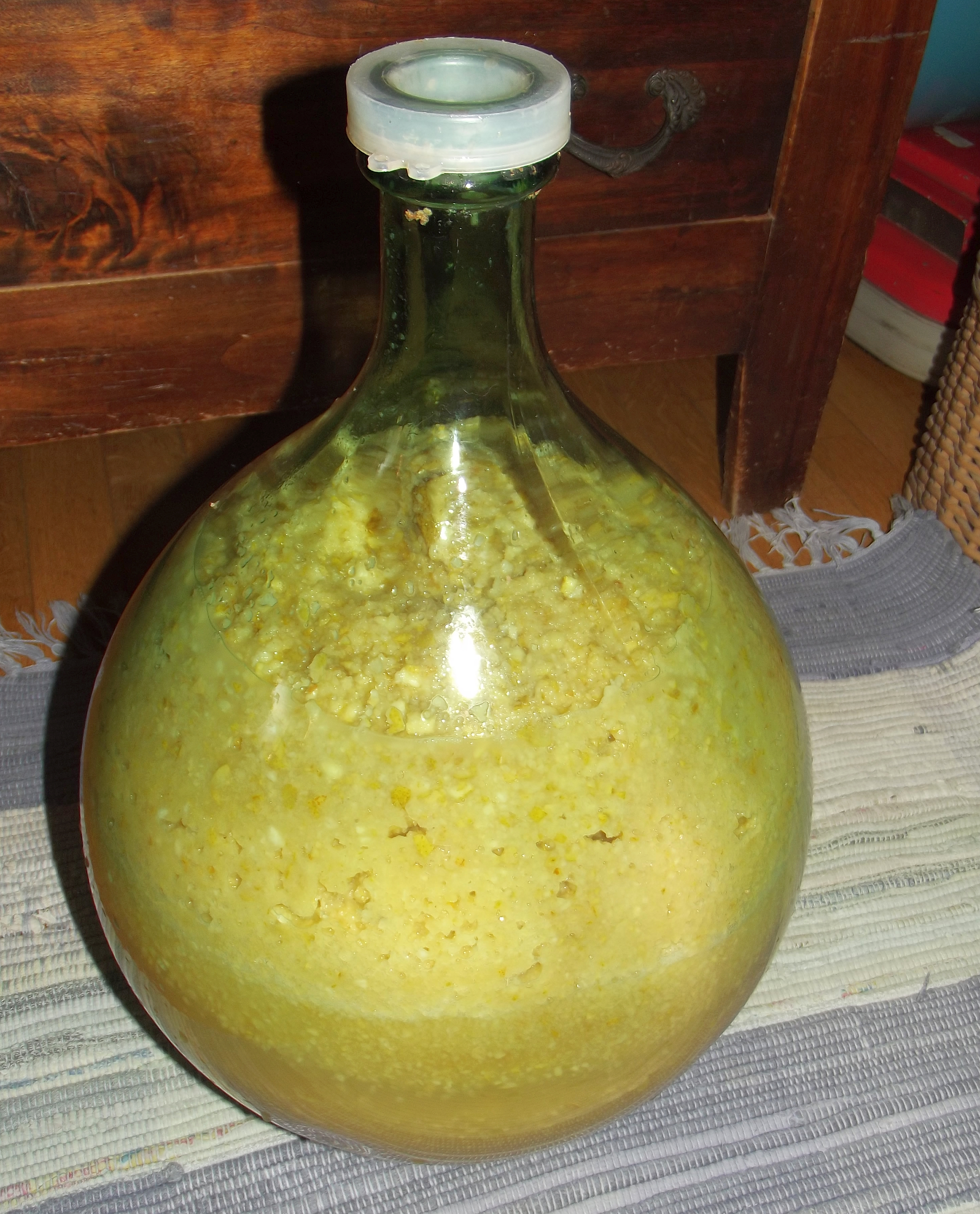
damigiana con tappo in plastica dotato di sfiato centrale
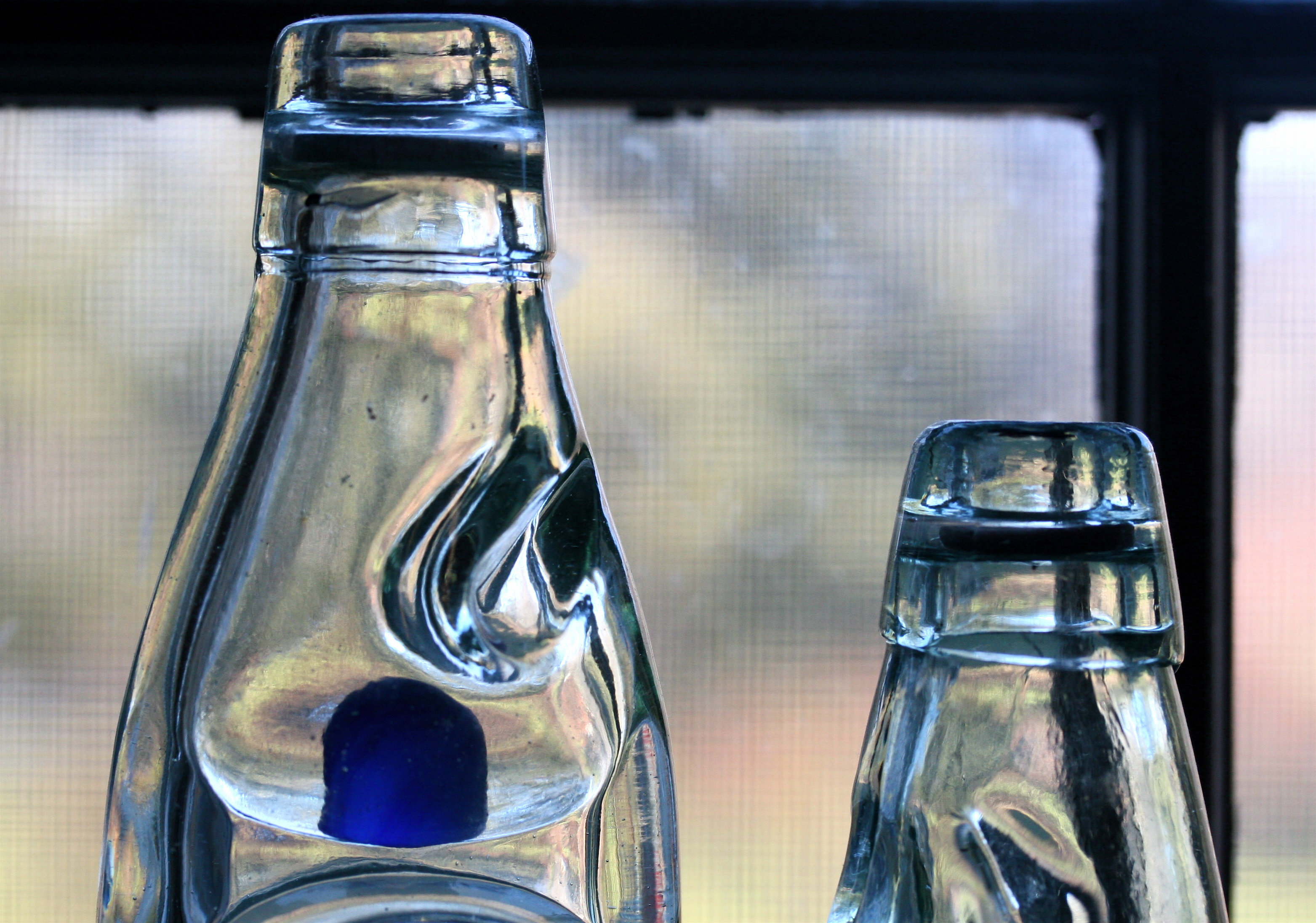
Tappo a pallina (blu) in una bottiglia Codd
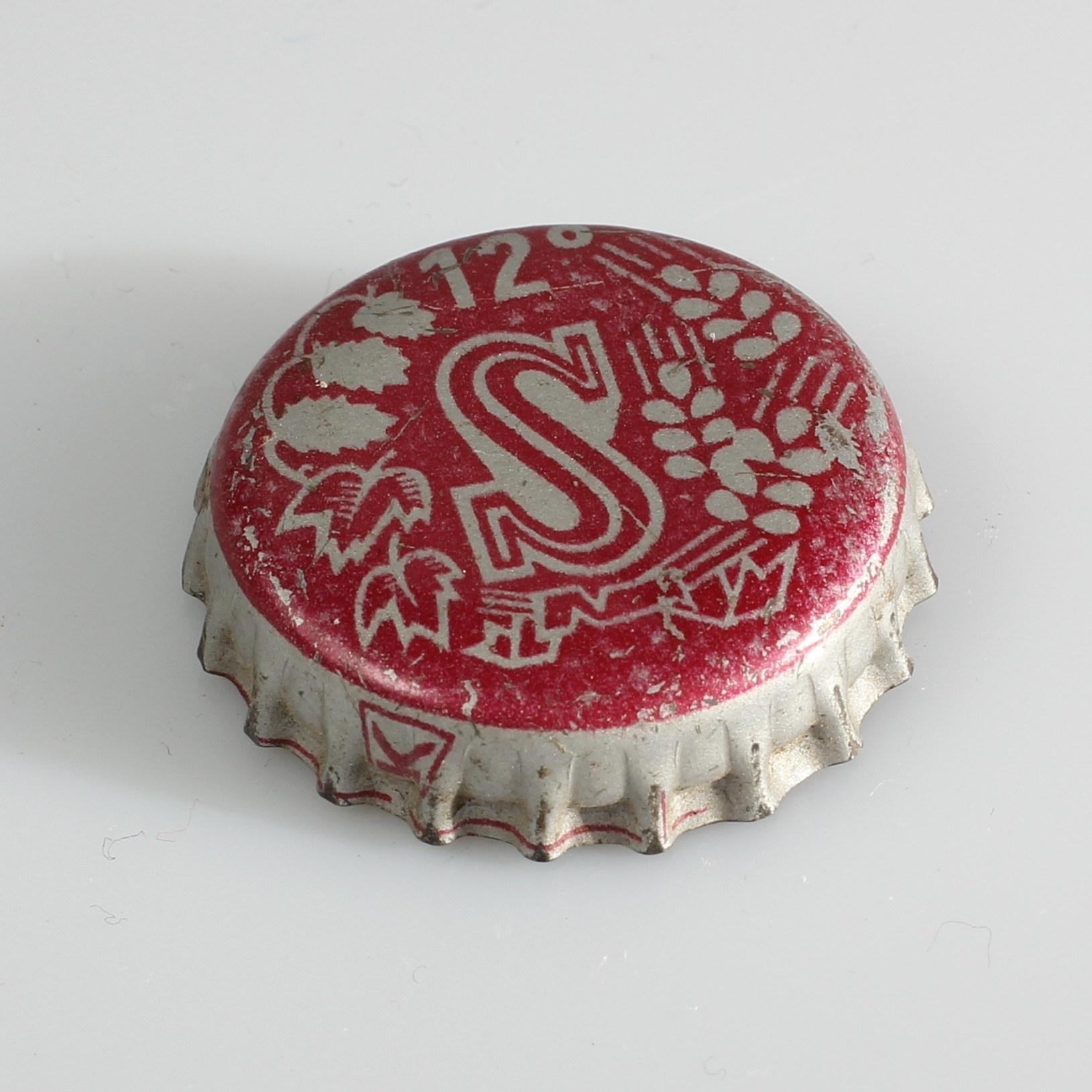
Tappo a corona

### Tappo per bottiglia
È caratterizzato dalla tenuta stagna. I tappi di sughero delle bottiglie di vino possono essere decorati con disegni di vario tipo e diventare oggetti di collezionismo.
I tappi in plastiche per bottiglie,  sono realizzati in PE o in HDPE. Per produrre un kilogrammo di questa plastica vengono utilizzati 1,8 kg di petrolio, essendo un materiale totalmente riciclabile è importante il recupero, che andrà gestito separatamente dal PET.

### Tappo per damigiana
Nella damigiane, spesso usate in ambito casalingo o artigianale per conservare il vino per brevi periodi di tempo, vengono utilizzati tappi colmatori che consentono all'anidride carbonica eventualmente prodotta dalla residua attività fermentativa del vino di uscire, proteggendolo al contempo dall'ingresso di una eccessiva quantità di ossigeno e dal pericolo dell'acetificazione.

### Tappo per barattolo
Tappo da barattolo, per chiusure ermetiche in sughero o metallo ed in plastica, utilizzati soprattutto per chiudere barattoli di conserve e prodotti sotto aceto, olio o sottovuoto.
La base interna dei tappi metallici e quelli di plastica è sempre ricoperta da uno strato sintetico di protezione.

## Accorgimenti
Il tappo a seconda dell'impiego può essere munito di determinati accorgimenti:
- Circuito di sfiato: si tratta di un circuito che serve a evitare che si crei una pressione troppo alta o troppo bassa, facendo entrare o uscire l'aria, questo tipo di circuito viene utilizzato su alcuni contenitori, quali serbatoi per mezzi di trasporto.
- Protezione antibambino: si tratta di un particolare conformazione/struttura del tappo, che serve ad evitare che i bambini piccoli, possano inavvertitamente aprire il contenitore e ingerirne il contenuto; questo sistema viene utilizzato principalmente per i farmaci.
- Salvagoccia: si tratta di accorgimenti di vario tipo accomunati dallo scopo di impedire il gocciolamento del liquido contenuto in una bottiglia, ad esempio dell'olio quando viene servito in tavola.[4]

## Galleria d'immagini

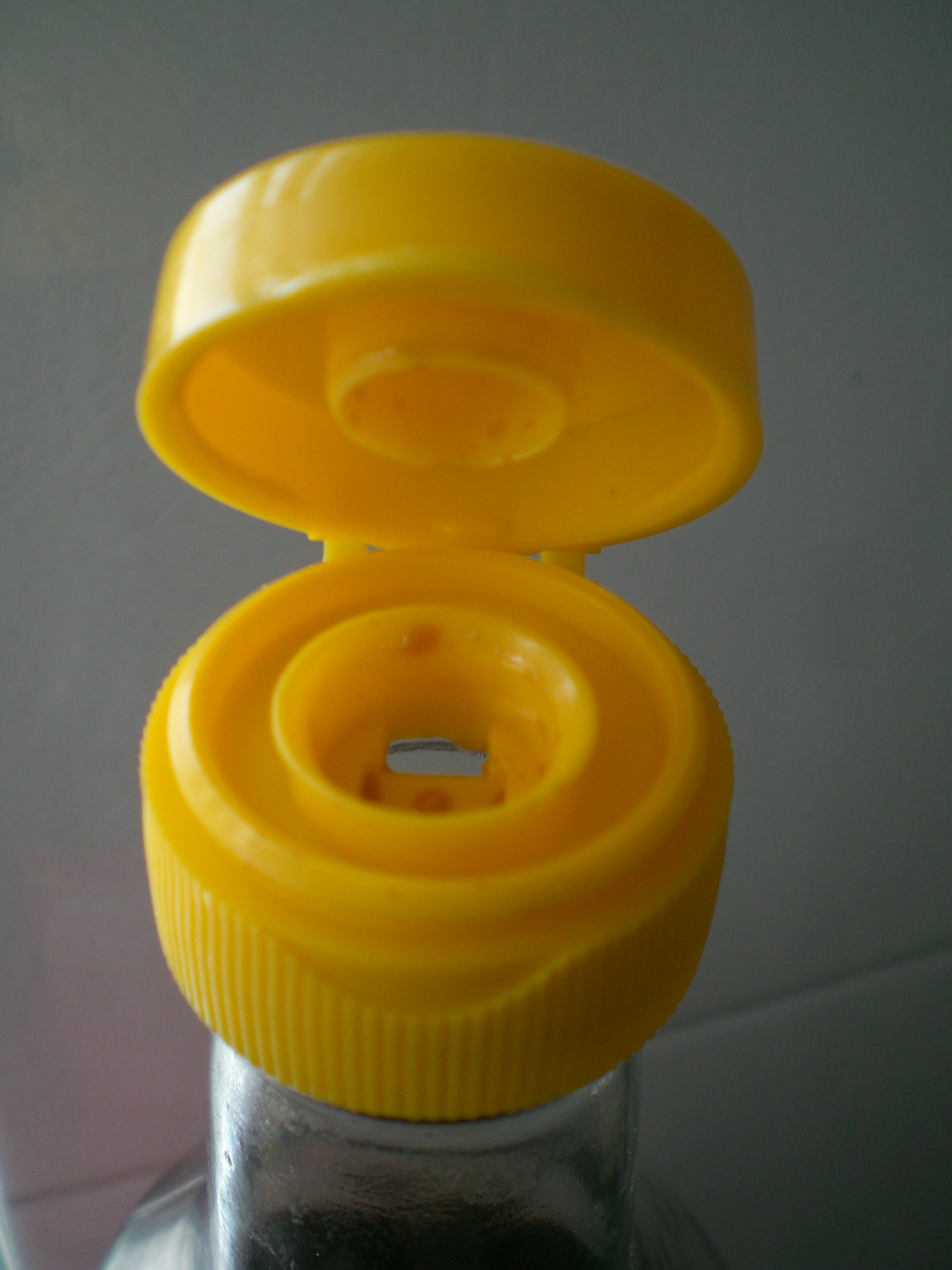
a pressione
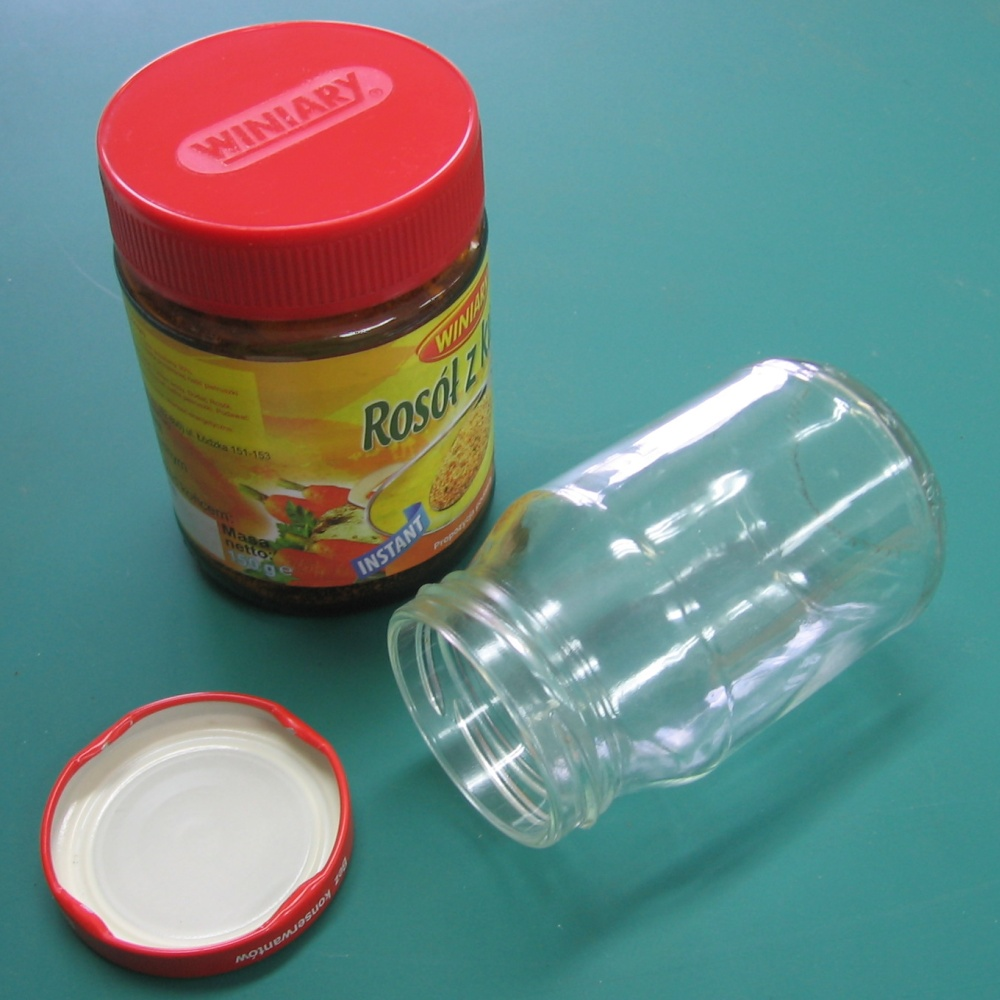
per barattolo
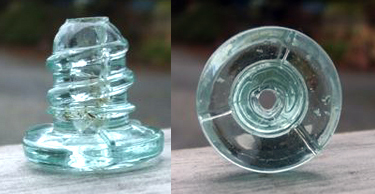
tappi in vetro
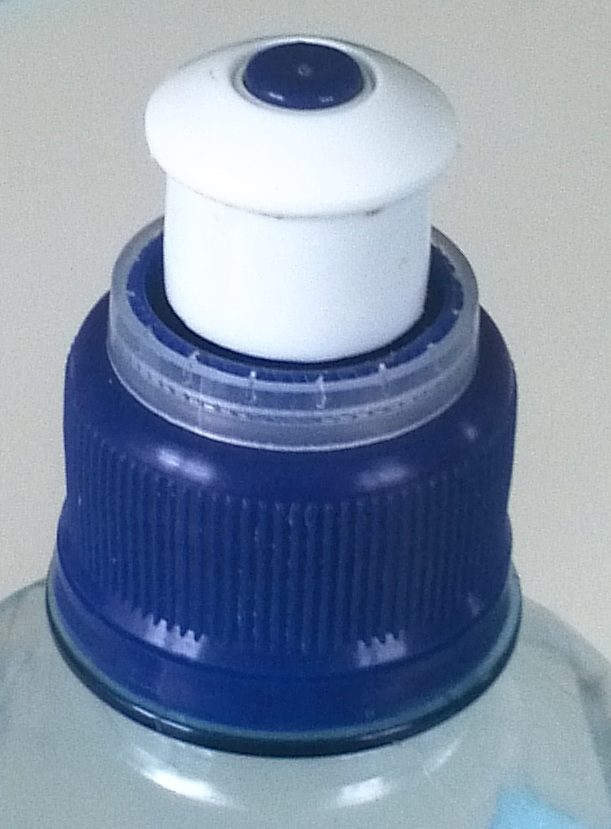
Tappo push-pull, usato per le bottiglie di uso sportivo e sport drink
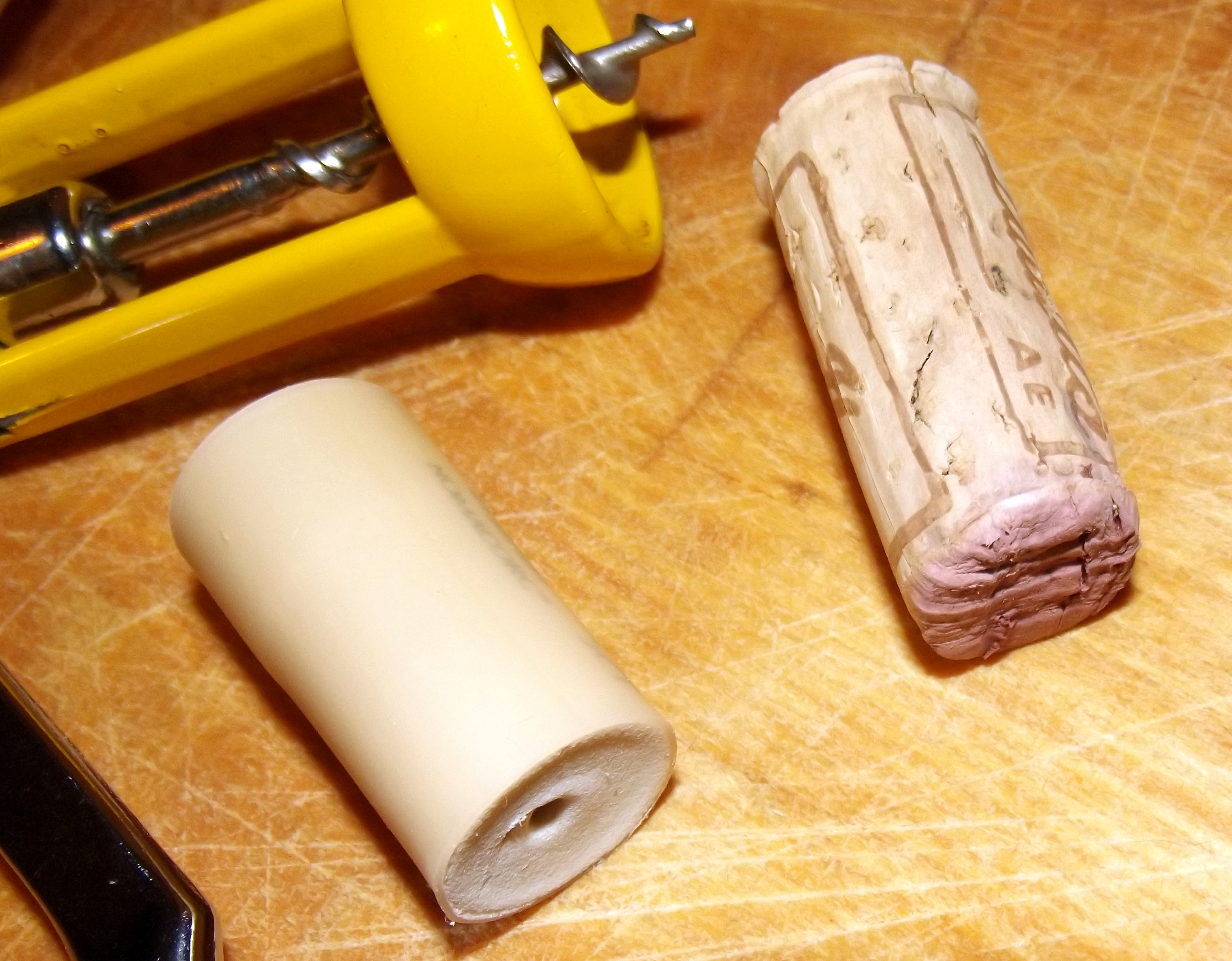
tappi per vino: a sinistra tappo sintetico, a destra tappo in sughero
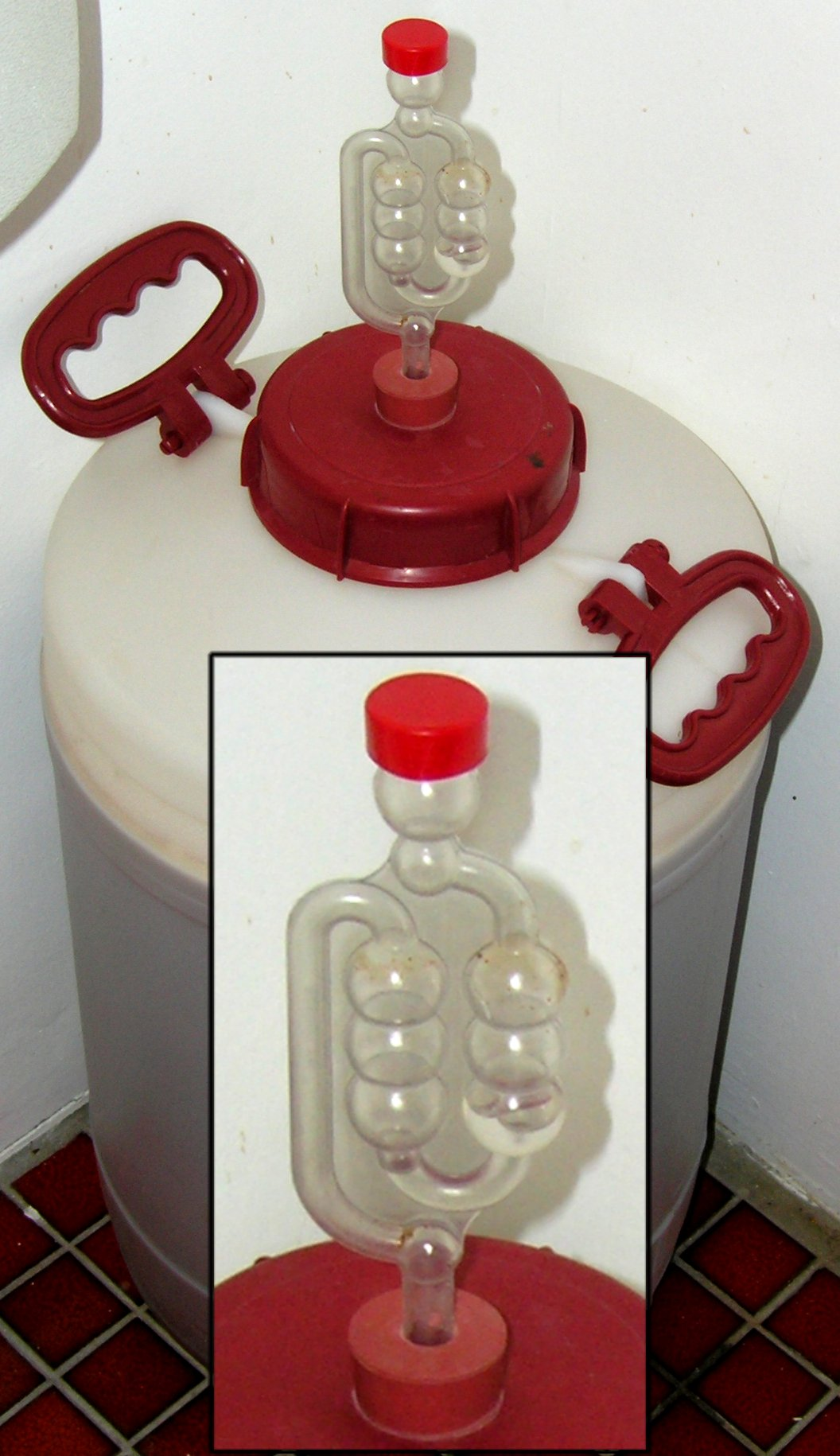
particolare di un tappo con gorgogliatore